# Thamester japonicus
Thamester japonicus là một loài tò vò trong họ Ichneumonidae.